# 卢小泉
卢小泉，中华人民共和国教育部长江学者特聘教授，青岛大学化学化工学院教授，主要从事分析化学与生物传感研究。

## 社会兼职
- 中国电化学学会常务理事
- 英国皇家化学学会会士
- 《分析化学》期刊编委